# Costa Foyn

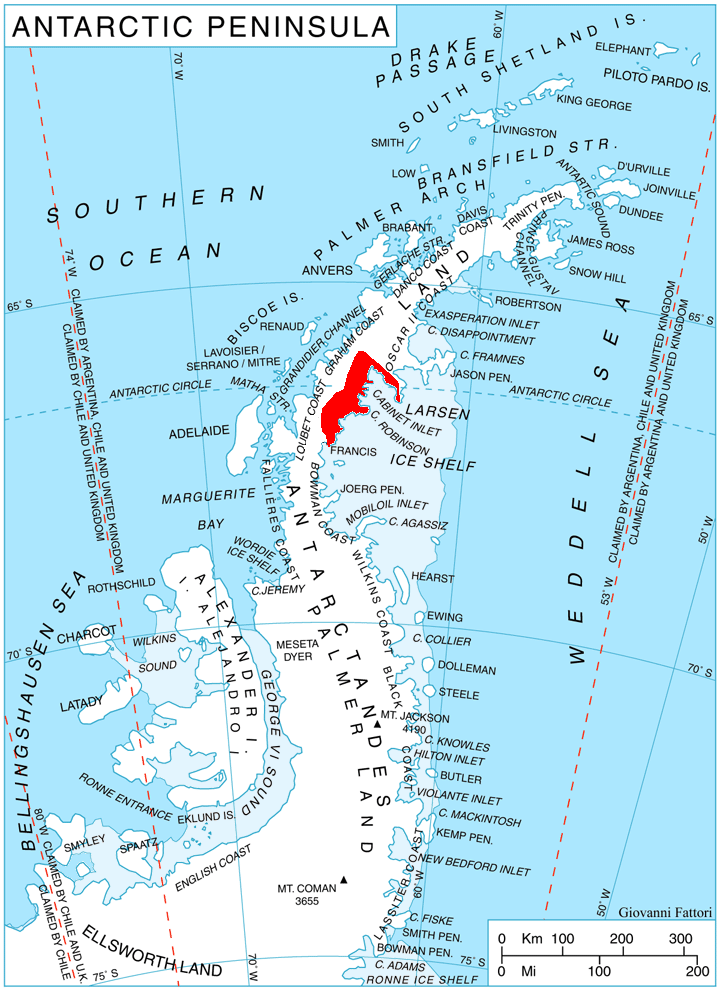
Mapa de la península Antártica; la costa Foyn está resaltada.

La Costa Foyn (del inglés: 'Foyn Coast') es la porción de la costa este de la península Antártica (Tierra de Graham) sobre el mar de Weddell, entre el cabo Alexander (o cabo Suecia, 66°44′S 62°37′O / -66.733, -62.617), que la separa de la costa Oscar II y el cabo Northrop (67°24′S 65°16′O / -67.400, -65.267), que la separa de la costa Bowman.
Los Antartandes separan a la costa Foyn de las costas ubicadas del lado occidental de la península Antártica: la costa Graham y la costa Loubet. La barrera de hielo Larsen se extiende desde la costa Foyn sobre el mar de Weddell. Destacan en la costa el cabo Robinson y la ensenada Cabinet.
Esta costa fue descubierta en 1893 por el noruego Carl Anton Larsen en el barco Jason, quien le dio nombre en honor al ballenero noruego Svend Foyn, quien inventó el arpón granada que facilitó la caza de ballenas.

## Reclamaciones territoriales
La Argentina incluye a la costa Foyn en el Departamento Antártida Argentina dentro de la Provincia de Tierra del Fuego, Antártida e Islas del Atlántico Sur; para Chile forma parte de la Comuna Antártica de la Provincia Antártica Chilena dentro de la Región de Magallanes y de la Antártica Chilena; y para el Reino Unido integra el Territorio Antártico Británico. Las tres reclamaciones están restringidas por los términos del Tratado Antártico.
Nomenclatura de los países reclamantes:
- Argentina: costa Foyn
- Chile: Costa Foyn
- Reino Unido: Foyn Coast